# 摩德納和雷焦公國
摩德納和雷焦公國（義大利語：Ducato di Modena e Reggio）是一個1452－1859年存在於義大利的獨立公國。除了於拿破崙統治時期短暫的被奇斯帕達納共和國及拿破崙義大利王國取代外，皆是由埃斯特家族及後來的奧地利-埃斯特家族統治，公國最後於1859年被合併至中義大利聯合省。

## 公國起源

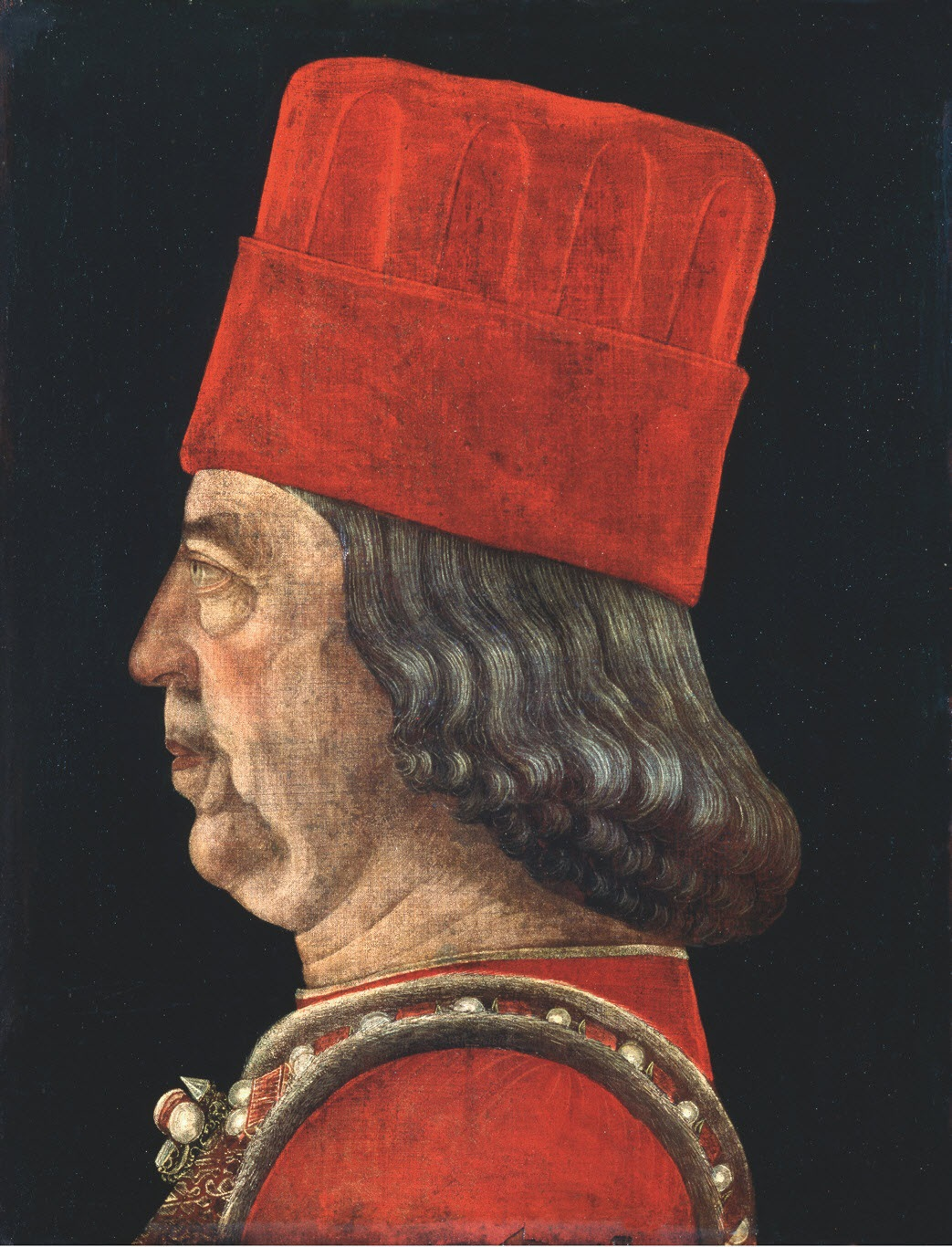
博爾索·埃斯特像

摩德納及雷焦艾米利亞最早皆是羅馬的領土，後成為神聖羅馬帝國的領土，之後曾被不同的人佔領過，直到埃斯特家族的費拉拉侯爵奧比佐二世·埃斯特於1288年被賜予摩德納領主（signore），隔年被賜予雷焦領主後國家才趨於穩定。
博爾索·埃斯特於1452年被神聖羅馬帝國皇帝腓特烈三世封為摩德納及雷焦公爵，公國正式成立，博爾索也於1471年被教宗保祿二世從費拉拉侯爵擢升為費拉拉公爵。埃斯特家族統治的領土代表著神聖羅馬帝國勢力的最南端，與教宗國相連。
博爾索的繼承者埃爾科萊一世·埃斯特是文藝復興時期非常著名的藝術及音樂贊助者，他聘請天才建築師比亞喬·羅塞蒂為費拉拉、摩德納設計城市規劃，公國在這時達到經濟及文化的高峰。埃爾科萊一世的兒子阿方索一世·埃斯特於康布雷同盟戰爭的1508－1510年，從摩德納派遣部隊協助教宗對抗威尼斯共和國。
阿方索一世的孫子，費拉拉公國的末任公爵阿方索二世·埃斯特於1597年去時並未留下合法繼承人，公國在神聖羅馬帝國皇帝魯道夫二世的支持下，頭銜傳予阿方索二世的堂弟切薩雷·埃斯特，切薩雷是阿方索一世的私生子蒙特基奧侯爵阿方索·埃斯特之子，教宗克萊門八世不承認切薩雷對費拉拉的繼承權，在武力脅迫下切薩雷放棄對費拉拉公國的統治權，但保留摩德納和雷焦的統治權。

## 參與多次戰爭

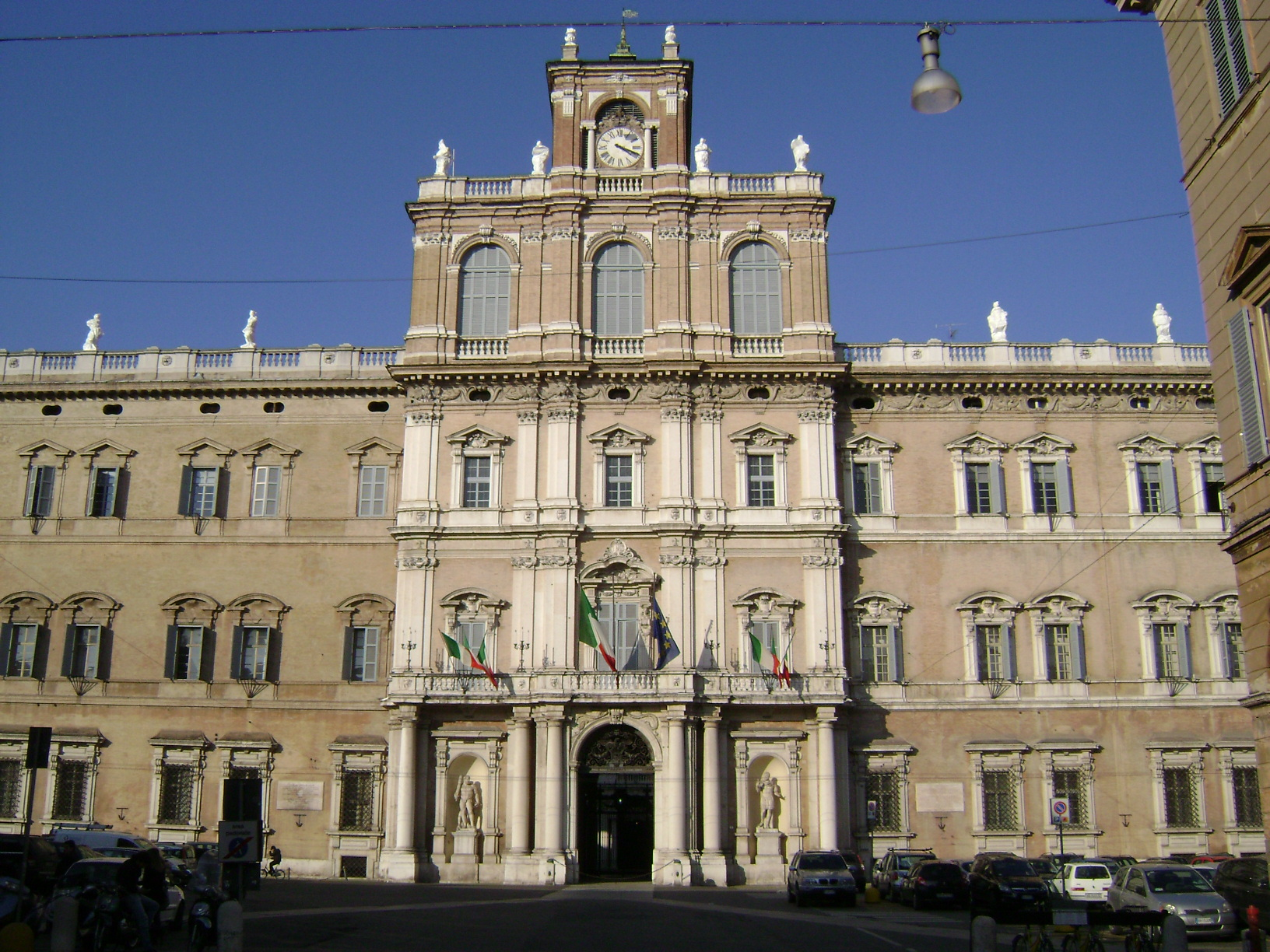
位於摩德納的公爵宮

曼托瓦公國的貢扎加家族於1627年絕嗣，隔年曼托瓦爵位繼承戰爭爆發，摩德納公國幫助西班牙哈布斯堡王朝，並從斐迪南二世手中獲得了科雷焦。
在西班牙王位繼承戰爭中，公爵里納爾多·埃斯特於1702年被旺多姆公爵路易·約瑟夫·德·波旁率領法軍進攻，里納爾多被迫逃往波隆納，直到1707年才得以返回。1711年里納爾多將旁邊的小公國米蘭多拉公國購買，成為摩德納公國的一部分。
里納爾多的繼任者弗朗切斯科三世·埃斯特因於奧地利王位繼承戰爭中支持法蘭西王國，於1740年被哈布斯堡王朝勢力驅逐，直到第二亞琛和約後的1748年復位，在弗朗切斯科三世在位期間歷經多場戰爭，幾乎將公國的財政透支，被迫變賣許多珍貴的藝術品收藏。
1796年，拿破崙率領法軍佔領摩德納公國，埃爾科萊三世·埃斯特逃亡，公國被廢立並創立了奇斯帕達納共和國，1801年呂內維爾條約簽訂，作為補償，埃爾科萊三世獲得了前奧地利地區，位於德國南方的布賴斯高。

## 奧地利-埃斯特家族
埃爾科萊三世·埃斯特於1803年去世，由於沒有留下合法繼承人，頭銜由他的女婿斐迪南·卡爾繼承，奧地利-埃斯特家族成立。斐迪南·卡爾是奥地利女大公瑪麗亞·特蕾西亚与神聖羅馬皇帝法蘭茲一世的第四子，是时任神聖羅馬皇帝法蘭茲二世的叔叔。
隨著義大利王國於1814年解體及拿破崙的敗亡，斐迪南的兒子法蘭西斯科四世在奧地利帝國的支配下重新獲得摩德納公爵的頭銜，不久後從他母親那邊繼承了馬薩與卡拉拉公國，公國在義大利統一運動中，曾於1831及1848年短暫的被推翻，但都很快地就回歸了。

## 公國覆亡
1859年第二次義大利獨立戰爭的馬真塔戰役中，法蘭西斯科四世的兒子法蘭西斯科五世再一次的逃亡了，但這一次再也沒有返回。1859年12月，摩德納在路易吉·卡洛·法里尼的領導下與托斯卡納、帕爾馬組成中義大利聯合省，依附在薩丁尼亞王國下，摩德納公國正式宣布解體，這也導致了義大利統一運動，並促成義大利王國於1861年成立。

## 摩德納和雷焦公爵列表
- 費拉拉和摩德納公爵列表

### 引註
1. ↑  Trudy Ring; Robert M. Salkin; Sharon La Boda. . Taylor & Francis. 1 January 1996: 446–  [21 February 2011]. ISBN 978-1-884964-02-2. （原始内容存档于2016-05-02）.
2. ↑  .   [2015-07-09]. （原始内容存档于2021-03-11）.